# Phou Bia
Phou Bia (Laoski: ພູເບັ້ຍ) je najviša planina u Laosu, dio je Annamskog gorja, leži na južnom kraju visoravni Tran-Ninh. Zbog visine klima je hladna, a područje oko planine većinom je pod oblacima.

## Povijest
Iako već desetljećima na planini ne pada snijeg, zabilježeno je da je na početku dvadesetog stoljeća vrh ponekad bio pokriven snijegom.
Dne 10. travnja 1970. zrakoplov C-130 Hercules tvrtke Air America srušio se na planinu.
Područje planine je zabačeno, prekriveno džunglom, oko 60.000 gerilaca naroda Hmong skrivalo se u ovim šumama tijekom 1970-ih. Još su 2006. zapažene manje skupine Hmonga u ovom području.
Phou Bia se uzdiže u zabranjenom vojnom području u blizini napuštene zračne luke Long Tieng, zbog toga je vrlo malo stranaca posjetilo planinu. Neeksplodirano streljivo još više otežava pristup. U srpnju 2008. prošlo je najmanje 30 godina od zadnje poznate posjete ne Laošana.